# Petit (pseudonyme)
Pour les articles homonymes, voir Petit.
Petit est un pseudonyme.

## Personnalités portant ce pseudonyme
- Ludwig Altenhöfer (de) dit Victor Petit (1921-1974), écrivain, journaliste et homme politique allemand ;
- Armando Teixeira dit Petit (1976-), footballeur portugais.